# سیارک ۲۲۹۹۲
سیارک ۲۲۹۹۲ (به انگلیسی: 22992 Susansmith، نامگذاری:1999VR65) بیست و دو هزار و نهصد و نود و دومین سیارک کشف شده‌است که در ۴ نوامبر ۱۹۹۹ کشف شد.
قدر مطلق سیارک برابر ۱۴.۸ است.